# Kynthos (berg)
De berg Kynthos (Grieks: Κύνθος, Kýnthos) is het hoogste punt van het Griekse eiland Delos, dat deel uitmaakt van de Cycladen. Volgens de Griekse mythologie sloeg Zeus de geboorte van zijn zoon Apollo (bij Leto) gade vanaf dit punt. In het centrum van de cirkelvormige Egeïsche eilandengroep de Cycladen biedt de berg Kynthos een uitzicht op de binnenste eilanden: Mykonos, Naxos, Paros, Syros, en Rinia.